# Hans Kundt
Pour les articles homonymes, voir Kundt.
Hans Kundt (28 février 1869 - 30 août 1939 à Lugano) est un officier allemand qui fut commandant en chef de l'armée bolivienne pendant la guerre du Chaco.

## Biographie
Hans Kundt est né le 28 février 1869 à Neustrelitz dans le grand-duché de Mecklembourg-Strelitz. Il est promu au grade de second lieutenant le 21 septembre 1889 à l'âge de 19 ans et en 1911, passé au grade de Major, il est envoyé en Bolivie à la tête d'une mission militaire allemande de huit officiers et treize sous-officiers.
Il rentre en Allemagne peu avant le début de la Première Guerre mondiale et est promu au grade d'Oberstleutnant le 19 août 1914. Il occupe les fonctions de chef d'état-major au 10e corps de réserve du 30 juin au 29 novembre 1915 puis passe au commandement du 1er régiment de grenadiers de la Garde du 2 janvier 1917 au 3 janvier 1918, étant promu au grade d'Oberst (colonel) le 18 avril 1917. 
Il passe ensuite au commandement de la brigade d'infanterie 211 jusqu'au 8 septembre 1918. Il est promu au grade de General-Major à la fin de la guerre qu'il aura passée principalement sur le front de l'Est.
Il retourne en Bolivie en 1921 et y occupe les fonctions de chef-d'état major jusqu'en 1926, date à laquelle il devient Ministre de la Guerre (es). En 1930, il est chassé du pays à la suite de sa participation à diverses intrigues politiques et passe alors au service du Chili où il devient conseiller militaire. Il y prend part à la planification des opérations militaires sur la frontière avec l'Argentine en Patagonie.
Il est rappelé en Bolivie en 1932 au début de la guerre du Chaco et est nommé commandant en chef de l'armée. Kundt est apprécié en tant qu'excellent organisateur mais les revers boliviens de l'année 1933 mettent en évidence ses graves lacunes en matière tactique. Il est remercié en 1934 et retourne alors définitivement en Allemagne. À sa retraite en 1936, il s’installe en Suisse où il meurt en 1939. On ne lui connaît aucune activité politique sous le Troisième Reich de l'époque.